# Jack Rabbit (Seabreeze)
Jack Rabbit im Seabreeze Amusement Park (Rochester, New York, USA) ist eine Holzachterbahn von Harry C. Baker und John A. Miller, die 1920 eröffnet wurde. Zum Zeitpunkt ihrer Eröffnung war sie die schnellste Achterbahn der Welt, bis 1924 Giant Dipper den Rekord brach. Zurzeit (Stand: September 2023) ist sie die viertälteste Achterbahn der Welt, die sich noch in Betrieb befindet und die zweitälteste in den USA.
Bei einem Feuer im August 1923 wurde Jack Rabbit zusammen mit der Old Mill, der Hilarity Hall und einer Tanzhalle zerstört. Jack Rabbit und Old Mill wurden wieder aufgebaut.

## Zug
Jack Rabbit besitzt einen einzelnen Zug des Herstellers D. H. Morgan Manufacturing mit fünf Wagen. In jedem Wagen können vier Personen (zwei Reihen à zwei Personen) Platz nehmen.

## Bilder

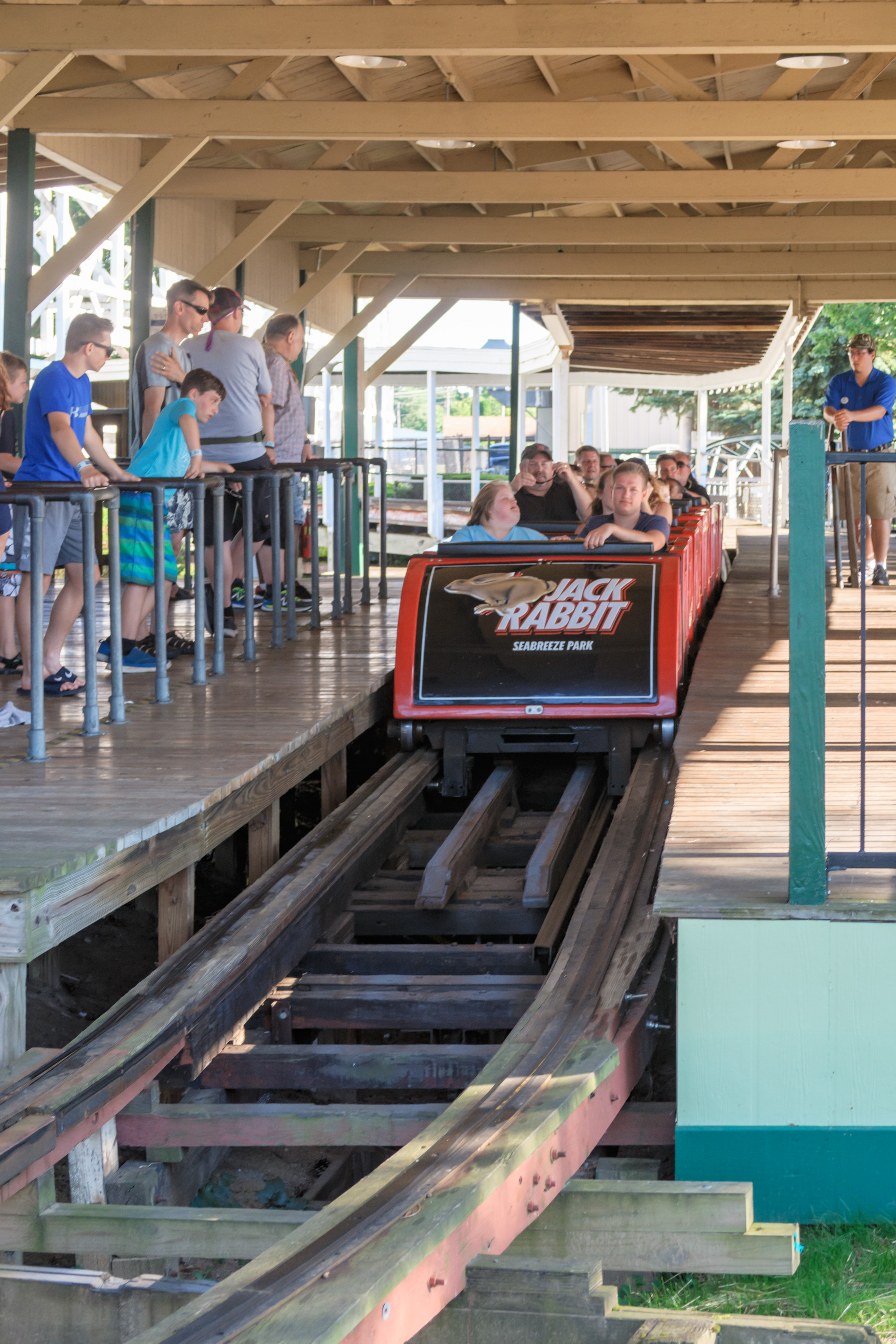
Zug in der Station
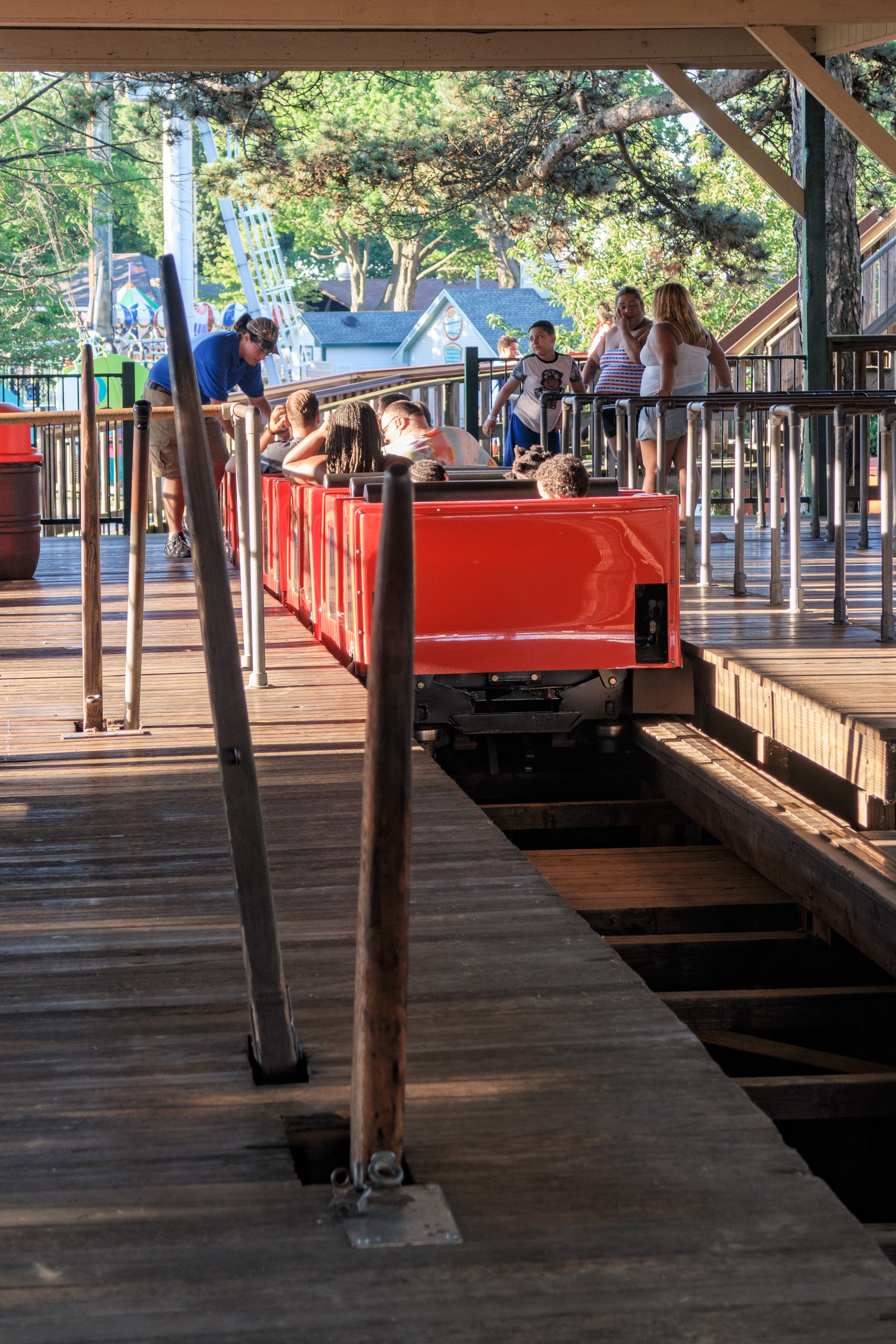
Bremshebel
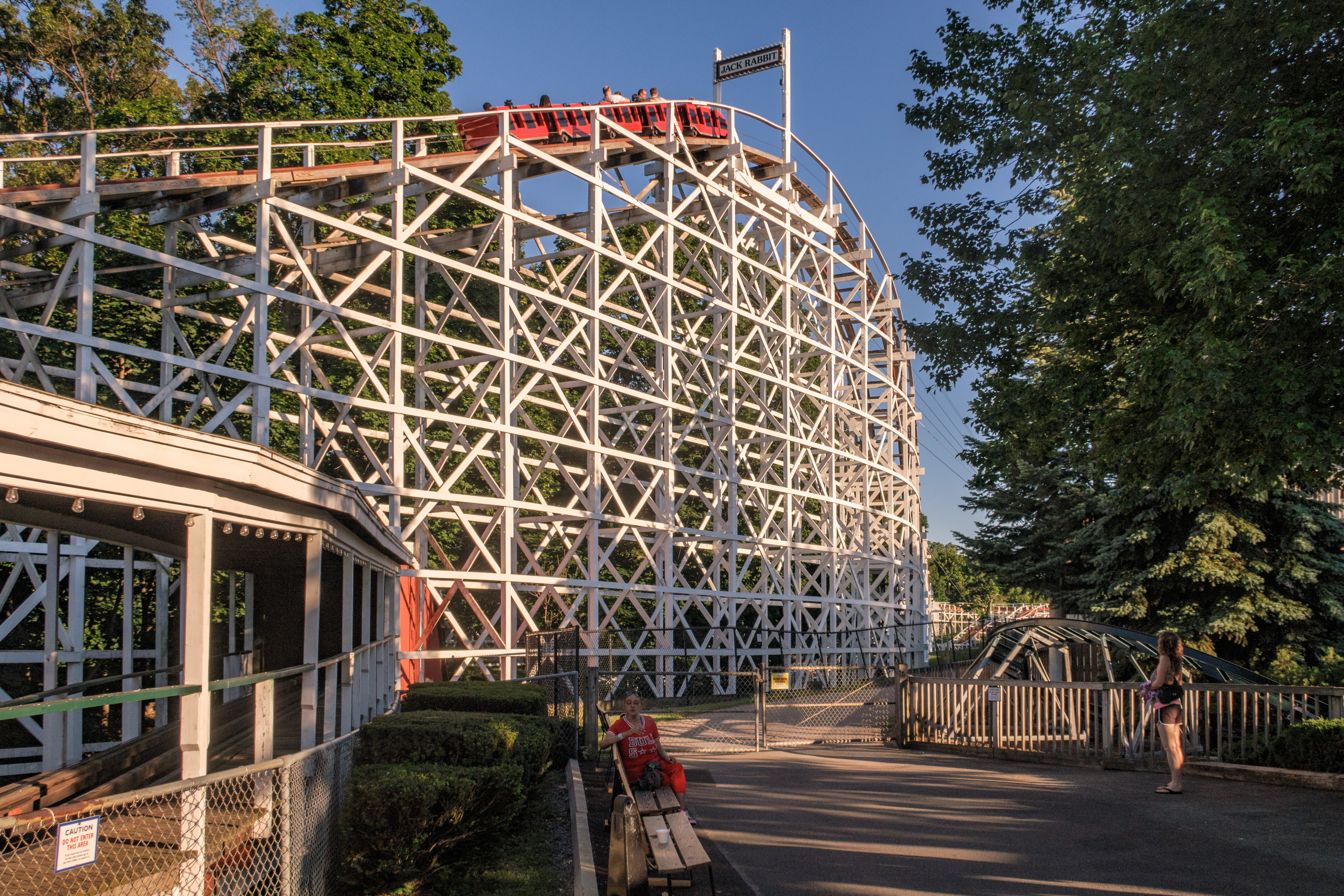
Zug auf dem Lifthill
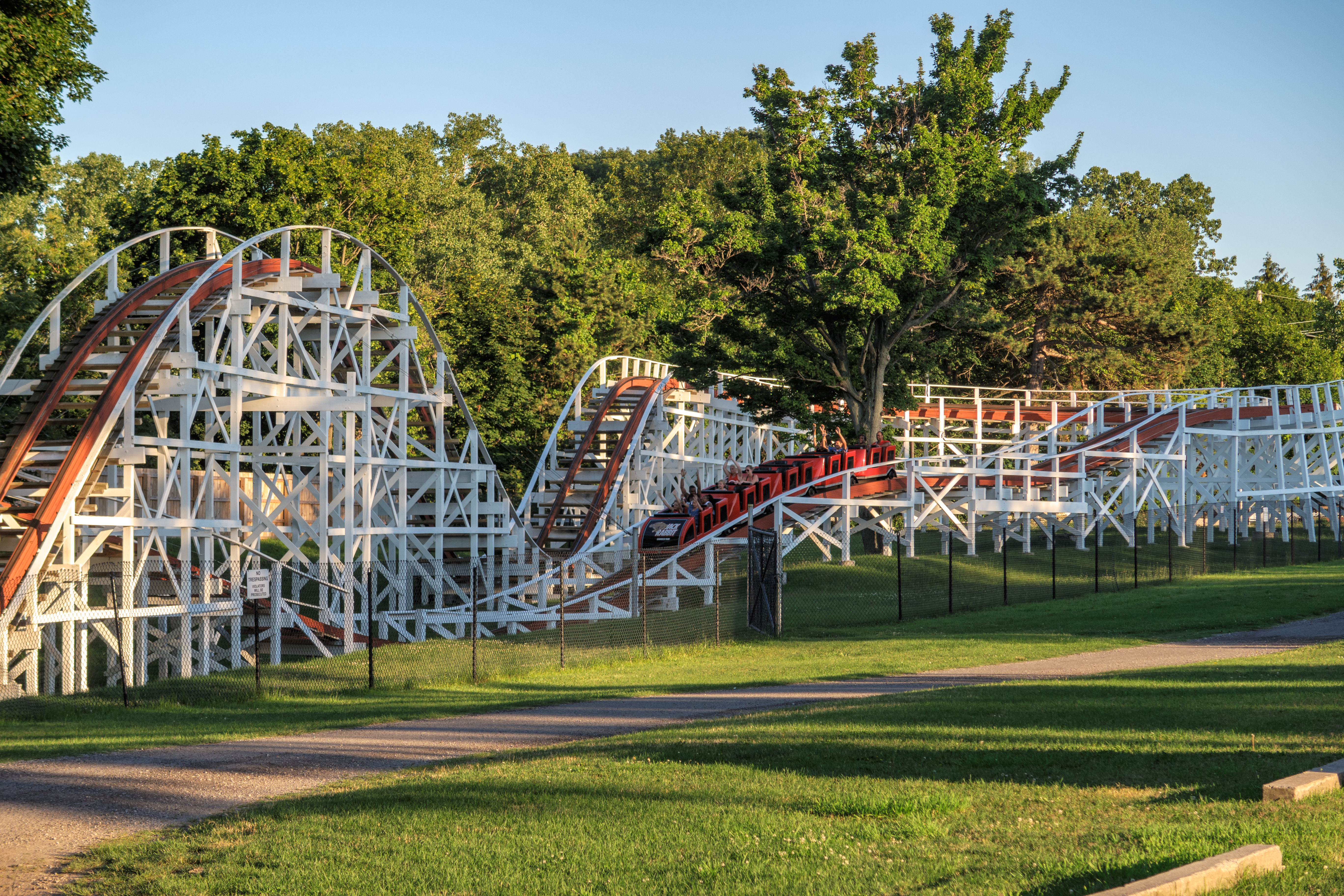
Zug auf der Strecke